# Кугушергское сельское поселение
Кугушергское сельское поселение — муниципальное образование в составе Яранского район Кировской области России.
Столица — село Кугушерга.

## История
Кугушергское сельское поселение образовано 1 января 2006 года согласно Закону Кировской области от 07.12.2004 № 284-ЗО.

## Население
| 2010 | 2012 | 2013 | 2014 | 2015 | 2016 | 2017 |
| ---- | ---- | ---- | ---- | ---- | ---- | ---- |
| 696  | ↘654 | ↘601 | ↘576 | ↘543 | ↘528 | ↘511 |
| 2018 | 2019 | 2020 | 2021 |      |      |      |
| ↘460 | ↘431 | ↘387 | ↗482 |      |      |      |

## Состав сельского поселения
| №  | Населённый пункт    | Тип населённого пункта       | Население |
| -- | ------------------- | ---------------------------- | --------- |
| 1  | Большая Кугушерга   | деревня                      | 1         |
| 2  | Большое Матвуево    | деревня                      | 4         |
| 3  | Большое Яниково     | деревня                      | 9         |
| 4  | Дубнички            | деревня                      | 11        |
| 5  | Зауголено           | деревня                      | 11        |
| 6  | Косогор             | село                         | 0         |
| 7  | Кугушерга           | село, административный центр | 325       |
| 8  | Кукмар              | деревня                      | 0         |
| 9  | Майский             | посёлок                      | 4         |
| 10 | Малая Кугушерга     | деревня                      | 3         |
| 11 | Малое Матвуево      | деревня                      | 5         |
| 12 | Маскичи             | деревня                      | 9         |
| 13 | Митреичи            | деревня                      | 1         |
| 14 | Николаевские        | деревня                      | 5         |
| 15 | Первомайское        | село                         | 295       |
| 16 | Пержа               | деревня                      | 0         |
| 17 | Половинно-Овражские | деревня                      | 3         |
| 18 | Старокрещено        | деревня                      | 0         |
| 19 | Студеново           | деревня                      | 1         |
| 20 | Шабалино            | деревня                      | 5         |
| 21 | Шарпаты             | деревня                      | 4         |
| 22 | Шургулец            | деревня                      | 0         |